# Laufen aan de Eyach
Laufen aan de Eyach is een plaats in de Duitse gemeente Albstadt, deelstaat Baden-Württemberg, en telt 1.777 inwoners (2008).
Burgfelden · Ebingen · Laufen aan de Eyach · Lautlingen · Margrethausen · Onstmettingen · Pfeffingen · Tailfingen · Truchtelfingen